# 芬恩航空
芬恩航空 是一架在1989年之2002年之間曾存在的一家貨運航空公司，在此之後被轉手給飛箭航空。該公司由J.弗兰克·芬恩創立，以道格拉斯DC-8和洛克希德L-1011飛機執飛以美國佛羅里達州邁阿密國際機場為樞紐，運行來往中美洲，南美洲和加勒比海地區的貨運航班。

## 歷史
J.法蘭克.芬恩1976年成立了是一家拥有两架波音707飞机的租赁公司，也就是芬恩航空的前身。芬恩航空在拉丁美洲和加勒比地区的12个国家取得经营权，并寻求第三方將當地的貨物运往美国的可靠支持系统。 他的公司于1992年11月获得航空运营商证书，且在1994年开始提供定期货运服务，成为迈阿密国际机场運輸量最大的国际航空货运公司。
J.法蘭克.芬恩的儿子于1997年成为公司总裁。當時，该公司拥有15架道格拉斯DC-8貨機组成的机队。
1997年8月6日，芬恩航空在其首次公开募股中筹集了超過1.2亿美元， 并计划用这笔资金购买新飞机，并将其货运航线网络扩展至欧洲，甚至 上市纳斯达克，並將股票代码命名为“BIGF”。

## 意外及事故
1997年8月7日芬恩航空101號班機,一架DC-8-61F 貨機，註冊編號N27UA, 在邁阿密國際機場起飛時由於貨物移位導致重心不穩，起飛不足一分鐘便失速墜毀在機場附近的公路上，造成機上三位機組人員和一位裝卸工人及一位在附近停車場的車主遇難。

## 航點
截止1997年，芬恩航空公司有以下航點：
- 巴巴多斯
  - 布里奇敦
- 英属维尔京群岛
  - 托托拉岛
- 哥伦比亚
  - 波哥大
  - 麦德林
- 哥斯达黎加
  - 圣荷西
- 多明尼加共和国
  - 圣多明各
  - 普拉塔港
- 厄瓜多尔
  - 瓜亚基尔
  - 基多
- 萨尔瓦多
  - 圣萨尔瓦多
- 危地马拉
  - 危地马拉城
- 圭亚那
  - 乔治城
- 海地
  - 太子港
- 洪都拉斯
  - 圣佩德罗苏拉
- 牙买加
  - 蒙特哥湾
  - 金士顿
- 荷属安的列斯
  - 阿鲁巴岛
  - 库拉索
- 尼加拉瓜
  - 马那瓜
- 巴拿马
  - 巴拿马城
- 波多黎各
- 苏里南
  - 帕拉马里博
- 特立尼达和多巴哥
  - 西班牙港
- 特克斯和凯科斯群岛
  - 大特克
  - 普罗维登西亚莱斯
- 美国
  - 迈阿密(枢纽)
- 委内瑞拉

## 機隊
芬恩航空曾經運營以下機隊:
- 道格拉斯DC-8系列

- 洛克希德L-1011